# 24027 Downs
24027 Downs là một tiểu hành tinh vành đai chính với chu kỳ quỹ đạo là 1399.4712020 ngày (3.83 năm).
Nó được phát hiện ngày 9 tháng 9 năm 1999.